# Cornelis Kick

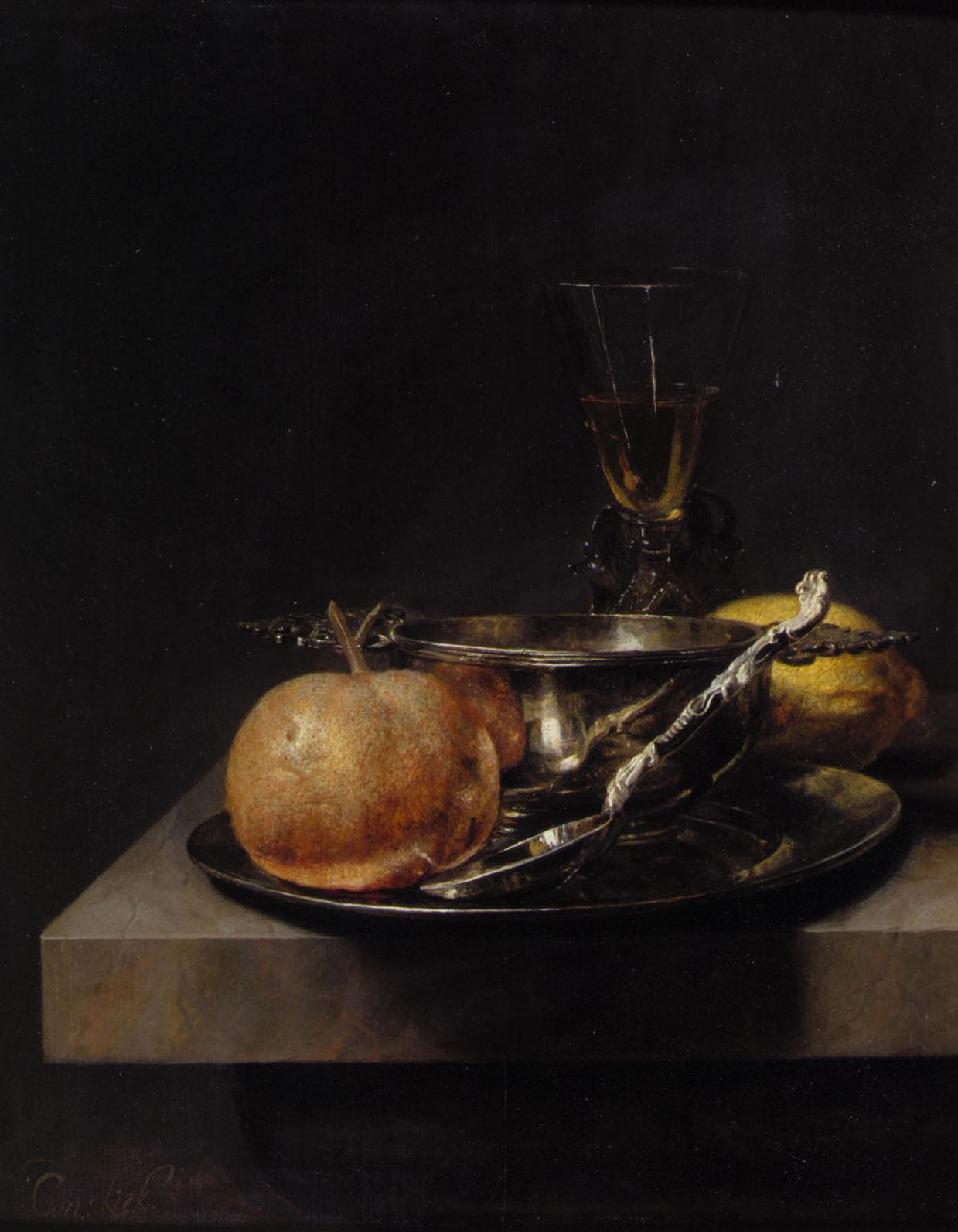
Stilleven met zilveren beker. Privéverzameling.

Cornelis Kick (Amsterdam, gedoopt op 12 maart 1634 – aldaar, 18 juni 1681) was een Nederlandse kunstschilder uit de Hollandse School, gespecialiseerd in portretten, genrevoorstellingen en stillevens. 
Hij werd opgeleid door zijn vader, Simon Kick (1603-1652), een schilder bekend om zijn schuttersstukken. Kick begon zijn carrière rond 1650 en raakte geïnspireerd door meesters als Jan Davidsz. de Heem. Zijn oeuvre omvat ongeveer twintig werken, voornamelijk bloemstillevens en gewone stillevens. 
Cornelis Kick had verschillende leerlingen, waaronder Elias van den Broeck (1650-1708) en Jacob van Walscapelle (1644-1727). De stijl van Van Walscapelle en Kick is zo gelijkend dat het soms moeilijk is om hun werken van elkaar te onderscheiden. 
Gedurende zijn leven woonde en werkte Kick bij de Anthonispoort in Amsterdam. Ten behoeve van de uitbreiding van de stad werd hij uitgekocht en verhuisde naar de Diemermeerpolder. In 1674 verhuisde hij weer naar Amsterdam, waar hij later een winkel bezat. Kick overleed in juni 1681 en werd begraven in de Oosterkerk.
- Biografisch Portaal: 69515821
- Digitale Bibliotheek voor de Nederlandse Letteren: kick002
- Stuttgart Database of Scientific Illustrators 1450–1950: 2647
- Gemeinsame Normdatei: 1025562690
- International Standard Name Identifier: 0000 0000 6708 078X
- Library of Congress Control Number: nr91034657
- RKD-Nederlands Instituut voor Kunstgeschiedenis: 44250
- Union List of Artist Names: 500019088
- Virtual International Authority File: 66326833
- WorldCat: E39PBJpjhywvwWTpv8HG6kmfMP